# Renfe Media Distancia
Renfe Media Distancia es la principal división comercial de la compañía ferroviaria española Renfe Viajeros, parte de Renfe, encargada de ofrecer servicios de ámbito regional. Mientras que Media Distancia opera sus rutas por infraestructuras de ancho ibérico e internacional (solo servicios de alta velocidad), las líneas regionales servidas por la empresa matriz a través de redes de ancho métrico todavía están asignadas a otra división, conocida como Cercanías AM. 
Por norma general, los servicios de pasajeros de modalidad regional unen poblaciones destacadas con otras de menor población, con frecuencias menores que en aquellas conurbaciones que cuentan con un núcleo de cercanías. Por lo general, las líneas regionales abarcan la conexión de distintas provincias contiguas. La principal diferencia a nivel tarifario con las cercanías es que MD no sigue un sistema zonal sino que el precio varía en función de la distancia recorrida.

## Servicios de Media Distancia
- Avant: son trenes de Media Distancia que cubren servicios en las líneas de Alta Velocidad, habiendo tomado el relevo de las anteriores Lanzaderas Ave o Iris, según dos denominaciones comerciales citadas cronológicamente. Se realizan con trenes de la serie 104, serie 114 y serie 121. Además circulan por líneas de alta velocidad y por líneas de ancho ibérico, utilizando cambiadores de ancho.
- Regional: son servicios que efectúan parada en todas o casi todas las estaciones y apeaderos del trayecto efectuado. Pueden estar cadenciados con servicios de Cercanías Renfe (p. ej. la línea 53 Madrid - Segovia), denominándose entonces Regional Cadenciado, se emplean unidades de tren pertenecientes al parque de Cercanías (440R, 446, 447 e incluso trenes de dos pisos de las series 450), mientras que en aquellos servicios que no se encuentren cadenciados con la malla de Cercanías, el material empleado casi siempre corresponde al Parque propio de Media Distancia, empleándose trenes eléctricos de la serie 470 en líneas electrificadas y unidades diésel de las series 592 y 596 en las relaciones no electrificadas. Hubo un tiempo en el que había Regional Delta parecidos a los cadenciados y Regional Lince que eran trenes de fin de semana, que partían de las ciudades grandes los viernes por la tarde hacia distintas ciudades o poblaciones españolas, para regresar los domingos por la tarde.
- Regional Exprés: son servicios con un menor número de paradas que el Regional (máximo 3 paradas cada 100 km), lo cual redunda en una velocidad comercial mayor y, por lo tanto, unos tiempos de viaje sensiblemente más reducidos que en el caso de los trenes tipo Regional, además de una mayor comodidad para el viajero. En líneas electrificadas se emplean básicamente trenes de las series 440R, 470 o en el caso de Cataluña y en servicios con origen/destino Zaragoza trenes de la serie 448 , mientras que en las líneas no electrificadas estos servicios se cubren con unidades de las series 592 y 592.200. Durante un gran periodo de tiempo muchos de estos servicios se denominaron Andalucía Exprés, Regionales Aragón/Aragón Exprés, Castilla y León Exprés, Catalunya Exprés y Regionais Galicia/Galicia Exprés.
- MD: unen las ciudades principales dentro de una misma región o de varias con las poblaciones intermedias menores más destacadas, generalmente descartando las de menos demanda.[2]
- Proximidad: es el nombre que reciben desde el 2023 los servicios con frecuencias intermedias entre los servicios de Cercanías y los servicios de Media Distancia.

### Servicios antiguos o denominaciones obsoletas
- TRD: Tren Regional Diésel, destinados a servicios regionales de calidad en líneas no electrificadas. Su confort y velocidad eran superiores a los de los trenes Regional y Regional Exprés, por lo que su tarifa era ligeramente más elevada. Este servicio se realizaba de manera exclusiva con unidades de la serie 594 reformadas y sin reformar.
- R-598: Actualmente no existe ningún tren con esta denominación, eran trenes destinados a servicios regionales de calidad en líneas no electrificadas. Su confort y velocidad son superiores a los de los trenes Regional y Regional Exprés, por lo que su tarifa es ligeramente más elevada. Este servicio se realizaba de manera exclusiva con unidades de la serie 598, fueron conocidos por un pequeño periodo de tiempo como Nexios.
- Intercity: Son los antiguos servicios Intercity de Larga Distancia que dejaron de prestar servicio en 2008 y en 2012 se recupera esta denominación pero para Media Distancia, realizan servicios de Larga Distancia pero con tarifas de Media Distancia. Se realiza con unidades de la serie 121, 449 y 599. A partir de 2020, la denominación Intercity pasó a englobar servicios de Larga Distancia que anteriormente eran nombrados con otras denominaciones (Altaria, Talgo y AV City), pasando aquellos servicios de Media Distancia a denominarse como MD, Regional y Regional Exprés.

## Líneas

### Líneas de alta velocidad
Utilizan trenes de Media Distancia Serie 104, Serie 114 o Serie 121 con una velocidad punta de 250 km/h.
Actualizado a día 20 de abril de 2025
| Línea | Recorrido | Observaciones | Material  |
| ----- | --- | --- | --------- |
| 85    | Madrid-Puerta de Atocha - Ciudad Real - Puertollano                                                                                              | Heredada de las Lanzaderas de Alta Velocidad que funcionan desde 1992 cuando se abrió la LAV Madrid-Sevilla.                                                                              | Serie 104 |
| 87    | Madrid-Puerta de Atocha - Toledo | Desde 2005. | Serie 104 |
|       | Sevilla-Santa Justa - Córdoba - Puente Genil Herrera - Antequera-Santa Ana - Málaga-María Zambrano                                               | Desde 2008. Son una alternativa rápida a la línea 66 para un trayecto Córdoba-Sevilla, a la línea 67 para un trayecto Sevilla-Málaga y la línea 69 para un trayecto Córdoba-Antequera.    | Serie 104 |
|       | Sevilla-Santa Justa - Córdoba-Central - Puente Genil Herrera - Antequera-Santa Ana - Loja - Granada                                              | Desde el 16 de febrero de 2020. Reemplaza a las líneas 68 y 70 en el tramo de línea entre Antequera-Santa Ana y Granada, teniendo consideración de MD entre estas, con tarifas más bajas. | Serie 104 |
|       | Málaga-María Zambrano - Loja - Granada | Desde el 4 de abril de 2022 | Serie 104 |
|       | Barcelona-Sants - Campo de Tarragona - Lérida Pirineos                                                                                           | | Serie 114 |
|       | Barcelona-Sants - Gerona - Figueras-Vilafant | | Serie 104 |
|       | Barcelona-Sants - Gerona | | Serie 121 |
|       | Zaragoza-Delicias - Calatayud | | Serie 104 |
| 86    | Madrid-Chamartín - Segovia-Guiomar - Valladolid-Campo Grande                                                                                     | Desde 2008. | Serie 114 |
|       | Orense - Santiago de Compostela - La Coruña | | Serie 121 |
|       | Vigo-Urzáiz - Redondela AV - Arcade - Pontevedra - Villagarcía de Arosa - Padrón-Barbanza - Santiago de Compostela - Cerceda-Meirama - La Coruña | Es una de las dos únicas líneas de MD por línea de alta velocidad cuya tarifa no es Avant.                                                                                                | Serie 121 |
|       | Santiago de Compostela - Órdenes - Cerceda-Meirama - Uges - La Coruña                                                                            | Es una de las dos únicas líneas de MD por línea de alta velocidad cuya tarifa no es Avant                                                                                                 | Serie 121 |
|       | Valencia-Joaquín Sorolla - Requena-Utiel | |           |
|       | Salamanca - Segovia-Guiomar - Madrid-Chamartín                                                                                                   | Solo admite títulos multiviaje |           |
|       | Cuenca-Fernando Zóbel - Madrid-Puerta de Atocha                                                                                                  | Solo admite títulos multiviaje |           |
|       | Madrid-Puerta de Atocha - Cuenca-Fernando Zóbel - Albacete-Los Llanos                                                                            | Desde el 20 de julio de 2022 sustituyendo al tren Regional Madrid-Cuenca-Valencia |           |
|       | Alicante-Terminal - Elche AV - Callosa de Segura-Cox - Orihuela-Miguel Hernández - Beniel - Murcia del Carmen                                    | Desde el 20 de diciembre de 2022. Servicio complementario al Cercanías Murcia-Alicante | Serie 104 |

### Líneas convencionales
Discurren en su totalidad por vía convencional, tanto electrificada a 3000 V CC como sin electrificar. Existe una gran variedad dentro de estas líneas, tanto de distancia recorrida como de frecuencia. Anteriormente se denominaban por zonas geográficas, pero actualmente Renfe asigna un número genérico a todas sus líneas de Media Distancia.
El material utilizado en estas líneas es muy diverso: 440, 470, 448, 592, 596, 594, 449, 598, 599 y 490
. La línea 3 utiliza una  UT 592 de Comboios de Portugal.
| Línea   | Servicio                                | Tren                       | Recorrido | Estaciones |
| ------- | --------------------------------------- | -------------------------- | --- | --- |
| 1       | Regional                                | S-599                      | La Coruña - Vigo-Guixar                                                                                      | La Coruña · Uges · Cerceda-Meirama · Órdenes · Santiago de Compostela · Osebe · Padrón · Puentecesuras · Catoira · Villagarcía de Arosa · Portela · Pontevedra-Universidad · Pontevedra · Arcade · Cesantes · Redondela-Picota · Redondela · Vigo-Guixar |
| 2       | Regional                                | S-594                      | Santiago - Orense                                                                                            | Santiago de Compostela · Lalín · Irijo · Carballino · Friela-Maside · Orense |
| 3A      | Regional                                | S-592                      | Vigo-Guixar - Valença do Minho                                                                               | Vigo-Guixar · Redondela · Porriño · Guillarey · Tuy · Valença do Minho |
| 3B      | Celta                                   | S-592 de CP                | Vigo - Porto-Campanhã                                                                                        | Vigo-Guixar · Valença do Minho · Viana do Castelo · Nine · Porto-Campanhã |
| 4       | MD                                      | S-594                      | La Coruña - Lugo - Monforte - Orense                                                                         | La Coruña · Elviña-Universidad · El Burgo-Santiago · Cambre · Cecebre · Betanzos-Infesta · Oza de los Ríos · Cesuras · Piñoy · Curtis · Teijeiro · Guitiriz · Parga · Baamonde · Rábade · Lugo · Pedrelo-Céltigos · Sarria · Monforte de Lemos · Orense |
| 5       | MD                                      | 594                        | La Coruña - Ferrol                                                                                           | La Coruña · Elviña-Universidad · El Burgo-Santiago · Cambre · Cecebre · Betanzos-Infesta · Betanzos-Cidade · Miño · Perbes · Puentedeume · Cabañas · Perlío · Ferrol |
| 6       | MD                                      | 440                        | Vigo - Orense - Monforte - Ponferrada - León                                                                 | Vigo-Guixar · Redondela · Porriño · Guillarey · Caldelas · Salvaterra · As Neves · Sela · Arbo · Pousa Crecente · Frieira · Filgueira · Ribadavia · Orense · Barra de Miño · Peares · San Pedro do Sil · San Esteban del Sil · Áreas · Canabal · Monforte de Lemos · Puebla del Brollón · San Clodio-Quiroga · Montefurado · La Rúa-Petín · Villamartín de Valdeorras · El Barco de Valdeorras · Sobradelo · Quereño · Covas · Toral de los Vados · Villadepalos · Ponferrada · San Miguel de las Dueñas · Bembibre · Torre del Bierzo · La Granja · Brañuelas · Porqueros · Vega-Magaz · Astorga · Nistal · Barrientos · Veguellina · Villavante · Quintana-Raneros · León |
| 13      | MD                                      | 599                        | Madrid - Salamanca                                                                                           | Madrid-Príncipe Pío · Villalba de Guadarrama · El Escorial · Zarzalejo · Robledo de Chavela · Santa María de la Alameda-Peguerinos · Las Navas del Marqués · Navalperal · Herradón-La Cañada · Ávila · Cardeñosa de Ávila · San Pedro del Arroyo · Crespos · Narros del Castillo · Peñaranda de Bracamonte · Villar de Gallimazo · Babilafuente · San Morales · Aldealengua · Salamanca · Salamanca-Alamedilla |
| 14      | MD                                      | 449                        | Palencia - Valladolid                                                                                        | Palencia · Venta de Baños · Dueñas · Cubillas de Santa Marta · Corcos-Aguilarejo · Cabezón de Pisuerga · Valladolid-Universidad · Valladolid-Campo Grande |
| 15      | MD                                      | 449                        | Valladolid - Medina del Campo                                                                                | Valladolid-Campo Grande · Viana · Valdestillas · Matapozuelos · Pozaldez · Medina del Campo |
| 16      | MD                                      | 449                        | Valladolid - Ávila - Madrid                                                                                  | Valladolid-Campo Grande · Medina del Campo · Arévalo · Ávila · Herradón-La Cañada · Navalperal · Las Navas del Marqués · Santa María de la Alameda-Peguerinos · Robledo de Chavela · Zarzalejo · El Escorial · Villalba de Guadarrama · Madrid-Príncipe Pío |
| 17      | MD                                      | 449                        | Valladolid - León                                                                                            | Valladolid-Campo Grande · Valladolid-Universidad · Cabezón de Pisuerga · Dueñas · Venta de Baños · Palencia · Grijota · Becerril · Paredes de Nava · Cisneros · Villada · Grajal · Sahagún · El Burgo Raneros · Santas Martas · Palanquinos · León |
| 18      | Regional Exprés                         | 594                        | Valladolid - Zamora - Puebla de Sanabria                                                                     | Valladolid-Campo Grande · Viana · Valdestillas · Matapozuelos · Pozaldez · Medina del Campo · Nava del Rey · Toro · Zamora · Carbajales de Alba · Ferreruela de Tábara · Abejera · Sarracín de Aliste · Cabañas de Aliste · Linarejos-Pedroso · Puebla de Sanabria |
| 19      | MD                                      | 594                        | Valladolid - Salamanca                                                                                       | Valladolid-Campo Grande · Viana · Valdestillas · Matapozuelos · Pozaldez · Medina del Campo · Campillo · El Carpio · Fresno el Viejo · Cantalapiedra · El Pedroso de la Armuña · Pitiegua · Gornecello · Moriscos · Salamanca · Salamanca-Alamedilla |
| 20      | Regional                                | 440 & 470                  | Valladolid - Santander                                                                                       | Valladolid-Campo Grande · Valladolid-Universidad · Cabezón de Pisuerga · Corcos-Aguilarejo · Cubillas de Santa Marta · Dueñas · Venta de Baños · Palencia · Monzón de Campos · El Carrión · Amusco · Piña · Frómista · Osorno · Espinosa de Villagonzalo · Herrera de Pisuerga · Alar del Rey · Mave · Aguilar de Campóo · Quintanilla de las Torres · Mataporquera · Reinosa · Bárcena · Los Corrales de Buelna · Torrelavega · Renedo · Maliaño · Valdecilla · Santander |
| 21      | MD                                      | 449                        | Valladolid - Burgos - Vitoria                                                                                | Valladolid-Campo Grande · Venta de Baños · Palencia · Magaz · Quintana del Puente · Villaquirán · Burgos-Rosa Manzano · Briviesca · Pancorbo · Miranda de Ebro · Manzanos · La Puebla de Arganzón · Nanclares · Vitoria |
| 22      | MD, Regional Exprés                     | 448, 463, 470, 490         | Zaragoza - Logroño                                                                                           | Miraflores · Zaragoza-Goya · Zaragoza-Portillo · Zaragoza-Delicias · Utebo · Casetas · Alagón · Cabañas de Ebro · Pedrola · Luceni · Gallur · Cortes de Navarra · Ribaforada · Tudela de Navarra · Castejón · Alfaro · Rincón de Soto · Calahorra · Féculas de Navarra · Alcanadre · Agoncillo · Logroño |
| 23      | MD                                      | 449                        | León - Ponferrada - Monforte                                                                                 | León · Quintana-Raneros · Villavante · Veguellina · Barrientos · Nistal · Astorga · Vega-Magaz · Porqueros · Brañuelas · La Granja · Torre del Bierzo · Bembibre · San Miguel de las Dueñas · Ponferrada · Villadepalos · Toral de los Vados · Covas · Quereño · Sobradelo · El Barco de Valdeorras · Villamartín de Valdeorras · La Rua-Petín · Montefurado · San Clodio-Quiroga · Puebla de Brollón · Monforte de Lemos |
| 24      | Regional                                | 449                        | León - Gijón                                                                                                 | León · La Robla · La Pola de Gordón · Santa Lucía · Villamanín · Busdongo · Linares-Congostinas · Puente de los Fierros · Campomanes · Pola de Lena · Ujo · Mieres-Puente · Llamaquique · Oviedo · Calzada de Asturias ·Gijón-Sanz Crespo |
| 25      | MD Regional Exprés                      | 449                        | Irún - Vitoria - Miranda de Ebro                                                                             | Irún · Lezo-Rentería · Pasajes · Herrera · Intxaurrondo · Ategorrieta · Gros · San Sebastián · Hernani Centro · Andoaín Centro · Billabona-Zizúrkil · Tolosa · Ordizia · Beasaín · Zumárraga · Legazpia · Alsasua · Araya · Aguraín-Salvatierra de Álava · Alegría de Álava · Vitoria · Nanclares-Langráiz · La Puebla de Arganzón · Manzanos · Miranda de Ebro |
| 26      | Regional Exprés                         | 470 y 465                  | Zaragoza - Pamplona - Vitoria                                                                                | Miraflores · Zaragoza-Goya · Zaragoza-Portillo · Zaragoza-Delicias · Utebo · Casetas · Alagón · Cabañas de Ebro· Pedrola · Luceni · Gallur · Cortes de Navarra · Ribaforada · Tudela de Navarra · Castejón de Ebro · Villafranca de Navarra · Marcilla de Navarra · Olite · Tafalla · Pamplona · Huarte-Araquil · Echarri-Aranaz · Alsasua-Pueblo · Araya · Aguraín-Salvatierra de Álava · Alegría de Álava · Vitoria |
| 32/R16  | Regional Exprés                         | 447PMR Reg. 470, 448 y 449 | Barcelona - Tarragona - Tortosa                                                                              | Barcelona-Estación de Francia · Barcelona-Paseo de Gracia · Barcelona Sants · Villanueva y Geltrú · San Vicente de Calders · Torredembarra · Altafulla-Tamarit · Tarragona · Vilaseca · Cambrils · Hospitalet del Infante · Ametlla de Mar · Ampolla-Perelló-Deltebre · Camarles-Deltebre · Aldea-Amposta-Tortosa · Campredó · Tortosa |
| R17     | Regional Exprés                         | 447PMR Reg. 470 y 448      | Barcelona - Tarragona - Salou-Port Aventura                                                                  | Barcelona-Estación de Francia · Barcelona-Paseo de Gracia · Barcelona Sants · Villanueva y Geltrú · San Vicente de Calders · Torredembarra · Altafulla-Tamarit · Tarragona · Port Aventura |
| 33/R11  | MD Regional                             | 447 y 449                  | Barcelona - Gerona - Figueras - Portbou                                                                      | Barcelona Sants · Barcelona-Paseo de Gracia · Barcelona Clot-Aragón · San Andrés Condal · Granollers · San Celoni · Gualba · Riells y Viabrea · Hostalrich · Massanet-Massanas · Sils · Caldas de Malavella · Riudellots · Fornells de la Selva · Gerona · Celrá · Bordils y Juyá · Flassá · Sant Jordi Desvalls · Camallera · San Miguel de Fluviá · Vilamalla · Figueras · Vilajuïga · Llansá · Colera · Portbou · Cerbère |
| 34      | Regional Exprés                         | 470                        | Madrid -Zaragoza - Caspe - Barcelona                                                                         | Madrid- Guadalajara - Sigüenza - Arcos de Jalón - Calatayud - Zaragoza-Delicias · Zaragoza-Portillo · Zaragoza-Goya · Miraflores · Fuentes de Ebro · Quinto · La Zaida-Sástago · La Puebla de Híjar · Samper · Caspe · Val de Pilas · Fabara · Nonaspe · Fayón-La Puebla de Masaluca · Ribarroja de Ebro · Flix · Ascó · Mora la Nueva · Capsanas · Marsá-Falset · Pradell · Riudecañas-Botarell · Las Borjas del Campo · Reus · Vilaseca · Tarragona · Altafulla-Tamarit · Torredembarra · San Vicente de Calders · Barcelona Sants · Barcelona-Paseo de Gracia · -Barcelona-Estación de Francia                                                                           |
| 35a/R13 | Regional Exprés                         | 470 448                    | Barcelona - Valls - Lérida                                                                                   | Barcelona Estación de Francia · Barcelona-Paseo de Gracia · Barcelona Sants · Villanueva y Geltrú · San Vicente de Calders · Roda de Mar · Roda de Bará · Salomó · Vilabella · Nulles-Bràfim · Valls · La Plana-Picamoixons · La Riba · Vilaverd · Montblanch · Espluga de Francolí · Vimbodí · Vinaixa · Borjas Blancas · Juneda · Lérida-Pirineos |
| 35b/R14 | Regional Exprés                         | 470 448                    | Barcelona - Tarragona - Lérida                                                                               | Barcelona Estación de Francia· Barcelona-Paseo de Gracia · Barcelona Sants · Villanueva y Geltrú · San Vicente de Calders · Torredembarra · Altafulla-Tamarit · Tarragona · Vilaseca · Reus · La Selva del Campo · Alcover · La Plana-Picamoixons · La Riba · Vilaverd · Montblanch · Espluga de Francolí · Vimbodí · Vinaixa · La Floresta · Borjas Blancas · Juneda · Puigvert de Lérida · Lérida-Pirineos |
| 35c/R12 | Regional Exprés                         | 470 448                    | Hospitalet - Manresa - Lérida                                                                                | Hospitalet de Llobregat · Barcelona-Sants · Barcelona-Plaza de Cataluña · Barcelona-Arco de Triunfo · Barcelona-Sagrera Meridiana · Barcelona-San Andrés Arenal · Torre del Baró · Moncada Bifurcación · Moncada y Reixach-Manresa · Moncada y Reixach-Santa María · Sardañola del Vallés · Barberá del Vallés · Sabadell Sur · Sabadell Centro · Sabadell Norte · Tarrasa Este · Tarrasa · San Vicente de Castellet · Manresa · Rajadell · Aguilar de Segarra · Seguers-San Pedro Salavinera · Calaf · San Martín Sasgayolas · San Guim de Freixenet · Cervera · Tárrega · Anglesola · Bellpuig · Castellnou de Seana · Golmés · Mollerusa · Bell Lloch · Lérida-Pirineos  |
| 36/R15  | Regional Exprés                         | 448, 470 y 449             | Barcelona - Reus - Ribarroja de Ebro                                                                         | Barcelona Estación de Francia · Barcelona-Paseo de Gracia · Barcelona Sants · Villanueva y Geltrú · San Vicente de Calders · Torredembarra · Altafulla-Tamarit · Tarragona · Vilaseca · Reus · Las Borjas del Campo · Riudecanyes-Botarell · Duesaigües-L'Argentera · Pradell · Marsá-Falset · Capsanes · Els Guiamets · Mora la Nueva · Ascó · Flix · Ribarroja de Ebro |
| 38      | Regional Exprés                         | 470                        | Zaragoza - Monzón-Río Cinca - Lérida                                                                         | Zaragoza-Delicias · Zaragoza-Portillo · Zaragoza Goya · Miraflores · Villanueva de Gállego · Tardienta · Grañén · Sariñena · Monzón-Río Cinca · Binéfar · Lérida-Pirineos |
| 44      | MD Proximidad                           | 599 592                    | Valencia - Alicante - Murcia - Cartagena                                                                     | Valencia Norte · Játiva · Mogente · Villena · Sax · Elda-Petrer · Novelda · Alicante-Terminal · Sant Gabriel · Torrellano · Elche-Parque · Elche Carrús · Crevillente · San Isidro-Albatera-Catral · Callosa de Segura · Orihuela-Miguel Hernández · Beniel · Murcia del Carmen · Balsicas-Mar Menor · Torre Pacheco · Cartagena |
| 45      | MD                                      | 449                        | Alicante - Albacete - Alcázar - Ciudad Real                                                                  | Alicante-Terminal · Elda-Petrer · Villena · Caudete · Almansa · Albacete-Los Llanos · La Roda · Villarrobledo · Socuéllamos · Campo de Criptana · Alcázar de San Juan · Manzanares · Daimiel · Almagro · Ciudad Real |
| 46      | Regional Exprés                         | 470                        | Valencia - Albacete - Alcázar                                                                                | Valencia Norte · Silla · Játiva · Mogente · La Encina · Almansa · Albacete-Los Llanos · La Gineta · La Roda · Minaya · Villarrobledo · Socuéllamos · Campo de Criptana · Alcázar de San Juan |
| 47      | Regional                                | 592                        | Valencia - Játiva - Alcoy                                                                                    | Valencia Norte · Játiva · Genovés · Benigánim · Puebla del Duc · Montaberner · Bufalí · Albaida · Agullent · Onteniente · Agres · Cocentaina · Alcoy |
| 48      | Regional                                | 592,598 599                | Valencia - Cuenca - Madrid                                                                                   | Valencia-Estación del Norte · Valencia-Fuente San Luis · Valencia-San Isidro · Chirivella-Alquerías · Aldaya · Loriguilla-Reva · Circuito Ricardo Tormo ·Cheste · Chiva · Buñol · Requena · San Antonio de Requena · Utiel · Las Cuevas de Utiel · Camporrobles · Víllora · Yémeda-Cardenete · Arguisuelas · Carboneras de Guadazaón · Cañada del Hoyo · Cuenca · Chillarón · Cuevas de Velasco · Castillejo del Romeral · Huete · Tarancón · Santa Cruz de la Zarza · Villarrubia de Santiago · Noblejas · Ocaña · Ontígola · Aranjuez · Villaverde Bajo ·Madrid-Atocha Cercanías                                                                                          |
| 49      | MD                                      | 599                        | Valencia - Teruel - Zaragoza                                                                                 | Valencia Norte · Valencia-Cabañal · Sagunto · Segorbe-Ciudad · Barracas · Mora de Rubielos · Sarrión · Teruel · Cella · Santa Eulalia del Campo · Villafranca del Campo · Monreal del Campo · Torrijo del Campo · Caminreal-Fuentes Claras · Calamocha-Nueva · Navarrete · Lechago · Cuencabuena · Ferreruela · Villahermosa · Badules · Villadoz · Villarreal de Huerva · Encinacorba · Cariñena · Longares · Arañales de Muel · María de Huerva · Zaragoza-Delicias · Zaragoza-Portillo · Zaragoza-Goya · Miraflores |
| 50      | Regional Exprés                         | 470 y 447                  | Valencia - Castellón de la Plana - Vinaroz - Tortosa                                                         | Valencia Norte · Valencia-Cabañal · Sagunto · Villarreal · Castellón de la Plana · Benicasim · Oropesa · Torreblanca · Alcalà de Chivert · Benicarló-Peníscola · Vinaroz · Ulldecona-Alcanar-La Senia · Aldea-Amposta-Tortosa · Tortosa |
| 51      | Regional                                | 465                        | Madrid - Ávila (Se requiere transbordo en El Escorial para viajeros que se sitúen en la composición de cola) | Atocha Cercanías · Madrid-Chamartín · Villalba de Guadarrama · El Escorial · Zarzalejo · Robledo de Chavela · Santa María de la Alameda-Peguerinos · El Pimpollar · Las Navas del Marqués · Navalperal · Herradón - La Cañada · Guimorcondo · Ávila |
| 52      | Regional Exprés MD Proximidad Intercity | 592 594 598 599            | Madrid - Cáceres - Mérida - Badajoz                                                                          | Madrid-Atocha Cercanías · Leganés · Fuenlabrada · Humanes ·Illescas · Torrijos · Erustes · Montearagón · Talavera de la Reina · Oropesa de Toledo · Navalmoral · Casatejada · Monfragüe · Plasencia · Mirabel · Casas de Millán · Cañaveral · Cáceres · Arroyo-Malpartida · San Vicente de Alcántara · Valencia de Alcántara // Mérida · Aljucén · Garrovilla-Las Vegas · Montijo · Montijo-El Molino · Guadiana · Badajoz |
| 53      | Regional                                | 446                        | Madrid - Segovia (se requiere transbordo en Cercedilla)                                                      | Madrid-Atocha Cercanías · Madrid-Recoletos · Madrid-Nuevos Ministerios · Madrid-Chamartín · Villalba de Guadarrama · Cercedilla · Tablada · Gudillos · San Rafael · El Espinar · Los Ángeles de San Rafael · Otero de Herreros · Ortigosa del Monte · Navas de Riofrío-La Losa · Segovia |
| 54      | Regional Exprés                         | 594 598 599                | Madrid - Soria                                                                                               | Madrid-Chamartín · Alcalá de Henares · Guadalajara · Jadraque · Sigüenza · Torralba · Almazán-Villa · Tardelcuende · Quintana Redonda · Soria |
| 55      | Regional Exprés                         | 470                        | Madrid - Arcos de Jalón - Zaragoza                                                                           | Madrid-Chamartín · Alcalá de Henares · Guadalajara · Yunquera de Henares · Humanes de Mohernando · Espinosa de Henares · Carrascosa de Henares · Jadraque · Matillas · Baides · Sigüenza · Torralba · Medinaceli · Arcos de Jalón · Santa María de Huerta · Monreal de Ariza · Ariza · Cetina · Alhama de Aragón · Bubierca · Ateca · Terrer · Calatayud · Embid de Jalón · Paracuellos/Saviñán · Saviñán · Morés · Purroy · Morata de Jalón · Ricla-La Almunia · Calatorao · Salillas de Jalón · Épila · Rueda de Jalón-Lumpiaque · Plasencia de Jalón · Grisén · Casetas · Utebo · Zaragoza-Delicias                                                                      |
| 56      | Regional                                | 594                        | Zaragoza - Huesca - Canfranc                                                                                 | Zaragoza-Delicias · Zaragoza-Portillo · Zaragoza-Goya · Miraflores · Villanueva del Gállego · Tardienta · Huesca · Plasencia del Monte · Ayerbe · Riglos-Concilio · Riglos · Santa María y La Peña · Anzánigo · Caldearenas-Aquilué · Sabiñánigo · Jaca · Castiello-Pueblo · Villanúa-Letranz · Canfranc |
| 57      | MD                                      | 449                        | Madrid - Alcázar - Albacete                                                                                  | Madrid-Chamartín · Aranjuez · Castillejo-Añover · Villasequilla · Tembleque · El Romeral · Villacañas · Quero · Alcázar de San Juan · Campo de Criptana · Socuéllamos · Villarrobledo · Minaya · La Roda · La Gineta · Albacete-Los Llanos |
| 58      | MD                                      | 449                        | Madrid - Ciudad Real / Jaén                                                                                  | Madrid-Chamartín · Madrid-Atocha Cercanías · Aranjuez · Villasequilla · Villacañas · Quero · Alcázar de San Juan · Cinco Casas · Manzanares · Daimiel · Almagro · Ciudad Real Madrid-Chamartín · Madrid-Atocha Cercanías · Aranjuez · Villasequilla · Villacañas · Quero · Alcázar de San Juan · Cinco Casas · Manzanares · Valdepeñas · Santa Cruz de Mudela · Almuradiel · Vilches · Linares-Baeza · Mengíbar-Artichuela · Jaén |
| 60      | MD                                      | 599                        | Alcázar - Ciudad Real - Badajoz                                                                              | Alcázar de San Juan · Manzanares · Daimiel · Almagro · Ciudad Real · Puertollano · Brazatortas-Veredas · Almadenejos-Almadén · Guadalmez-Los Pedroches · Cabeza de Buey · Almorchón · Castuera · Campanario · Villanueva de la Serena · Don Benito · Valdetorres · Guareña · Mérida · Aljucén · Garrovilla-Las Vegas · Montijo · Montijo-El Molino · Guadiana · Badajoz |
| 65      | MD                                      | 449                        | Sevilla - Cádiz                                                                                              | Sevilla-Santa Justa · Sevilla-San Bernardo · Virgen del Rocío · Dos Hermanas · Utrera · Las Cabezas de San Juan · Lebrija · Aeropuerto de Jerez · Jerez de la Frontera · El Puerto de Santa María · Puerto Real · San Fernando-Bahía Sur · Estadio · Segunda Aguada · Cádiz |
| 66      | MD Proximidad                           | 449                        | Sevilla - Jaén                                                                                               | Sevilla-Santa Justa · Lora del Río · Peñaflor · Palma del Río · Posadas · Córdoba-Central · Villa del Río · Andújar · Espeluy · Jaén |
| 67      | MD                                      | 598-599                    | Sevilla - Málaga                                                                                             | Sevilla-Santa Justa · Sevilla-San Bernardo · Virgen del Rocío · Dos Hermanas · Arahal · Marchena · Osuna · Pedrera · Antequera-Santa Ana · Bobadilla · El Chorro-Caminito del Rey · Las Mellizas · Álora · Málaga-María Zambrano |
| 68      | MD                                      | 599                        | Granada - Almería                                                                                            | Granada · Iznalloz · Benalúa · Guadix · Fiñana · Gérgal · Gádor · Huércal-Viator · Almería |
| 70      | MD                                      | 598                        | Algeciras - Antequera                                                                                        | Algeciras · Los Barrios · San Roque-La Línea · Almoraima · Jimena de la Frontera · San Pablo · Gaucín · Cortes de la Frontera · Jimera de Líbar · Benaoján-Montejaque · Arriate · Ronda · Setenil · Almargen · Campillos · Bobadilla · Antequera-Santa Ana |
| 70      | MD                                      | 598                        | Ronda - Málaga                                                                                               | Ronda · Almargen · Campillos · Bobadilla · El Chorro-Caminito del Rey · Las Mellizas · Álora · Pizarra · Cártama · Málaga-María Zambrano |
| 72      | MD                                      | Serie 449/598              | Sevilla - Huelva                                                                                             | Sevilla-Santa Justa · Benacazón · Carrión de los Céspedes · Escacena · La Palma del Condado · Villarrasa · Niebla-Puerta del Buey · San Juan del Puerto · Huelva |
| 73      | Regional                                | 598                        | Huelva - Zafra                                                                                               | Huelva · Gibraleón · Belmonte · El Cobujón · Los Milanos · Calañas · El Tamujoso · Valdelamusa · Almonaster-Cortegana · Jabugo-Galaroza · Cumbres Mayores · Fregenal de la Sierra · Zafra |
| 74      | Regional Exprés                         | 599                        | Sevilla - Mérida                                                                                             | Sevilla-Santa Justa · Los Rosales · Tocina · Villanueva del Río Minas · Pedroso · Cazalla-Constantina · Guadalcanal · Fuente del Arco · Llerena · Zafra · Zafra-Feria · Los Santos de Maimona · Villafranca de los Barros · Almendralejo · Calamonte · Mérida |
| 75      | Proximidad                              | 446                        | Palma del Río - Córdoba - Villa del Río                                                                      | Palma del Río · Posadas · Villarrubia de Córdoba · El Higuerón · Córdoba-Central · Rabanales · Alcolea de Córdoba · Villa del Río |